# Cormery
 Cormery  es una población y comuna francesa, situada en la región de  Centro, departamento de Indre y Loira, en el distrito de Tours y cantón de Chambray-lès-Tours.

## Demografía
| 968 | 1032 | 1106 | 1169 | 1323 | 1542 |
| Para los censos de 1962 a 1999 la población legal corresponde a la población sin duplicidades (Fuente: INSEE [Consultar]) |      |      |      |      |      |